# Steve Atkinson
Stephen John Atkinson (Toronto, 16 ottobre 1948 – Niagara Falls, 6 maggio 2003) è stato un hockeista su ghiaccio canadese.
Nel corso della carriera ha giocato nella National Hockey League e nella World Hockey Association.

## Carriera
Dal 1964 al 1968 Atkinson militò nella Ontario Hockey Association con i Niagara Falls Flyers, conquistando per due volte la Memorial Cup. Nonostante fosse stato scelto dai Detroit Red Wings nell'NHL Amateur Draft 1966 i suoi diritti furono subito ceduti insieme ad alcuni giocatori ai Boston Bruins, essendo cresciuto in una formazione giovanile affiliata proprio ai Bruins.
Conclusa la carriera giovanile Atkinson entrò nell'organizzazione dei Bruins disputando due stagioni nella Central Hockey League con gli Oklahoma City Blazers. Riuscì ad esordire in NHL nel marzo del 1969 contro i New York Rangers. Nell'estate del 1970 i diritti sul giocatore passarono dai Bruins agli Hershey Bears, poi ai St. Louis Blues e infine ai Buffalo Sabres, franchigia appena creata dopo un Expansion Draft.
Atkinson rimase per quattro stagioni a Buffalo, raccogliendo 96 punti in 256 apparizioni. Il suo rendimento fu segnato da due commozioni e presto perse la fiducia dell'allenatore Joe Crozier. Nel 1974 fu chiamato durante l'Expansion Draft dai Washington Capitals. Giocò quella che sarebbe stata l'ultima sua stagione in NHL dividendosi con la formazione affiliata in American Hockey League dei Richmond Robins.
Nelle stagioni successive giocò nella World Hockey Association e in altre serie minori nordamericane, fino al ritiro definitivo avvenuto nel 1978. Morì nel 2003 colto da un infarto nella propria abitazione di Niagara Falls.

## Palmarès

### Club
- Memorial Cup: 2

Niagara Falls: 1965, 1968

### Individuale
- CHL All-Star First Team: 1

1968-1969
- CHL Rookie of the Year: 1

1968-1969